# Kavitace

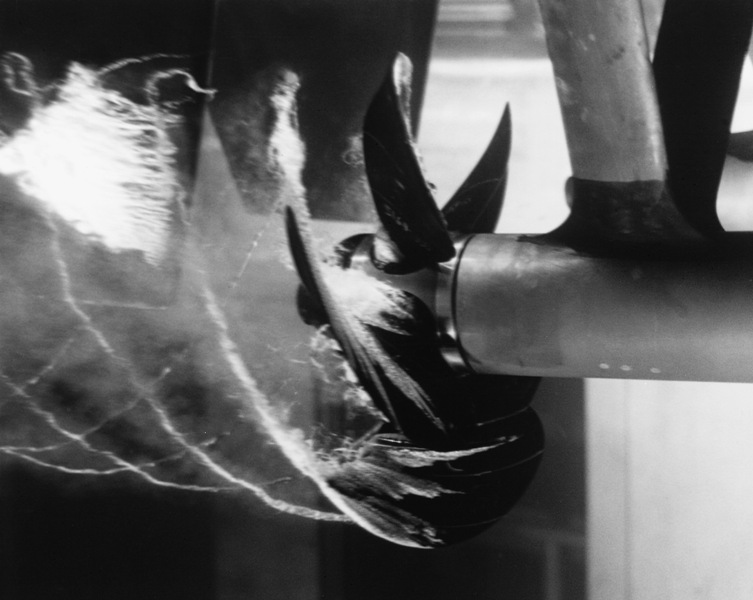
kavitace na lopatkách lodního šroubu

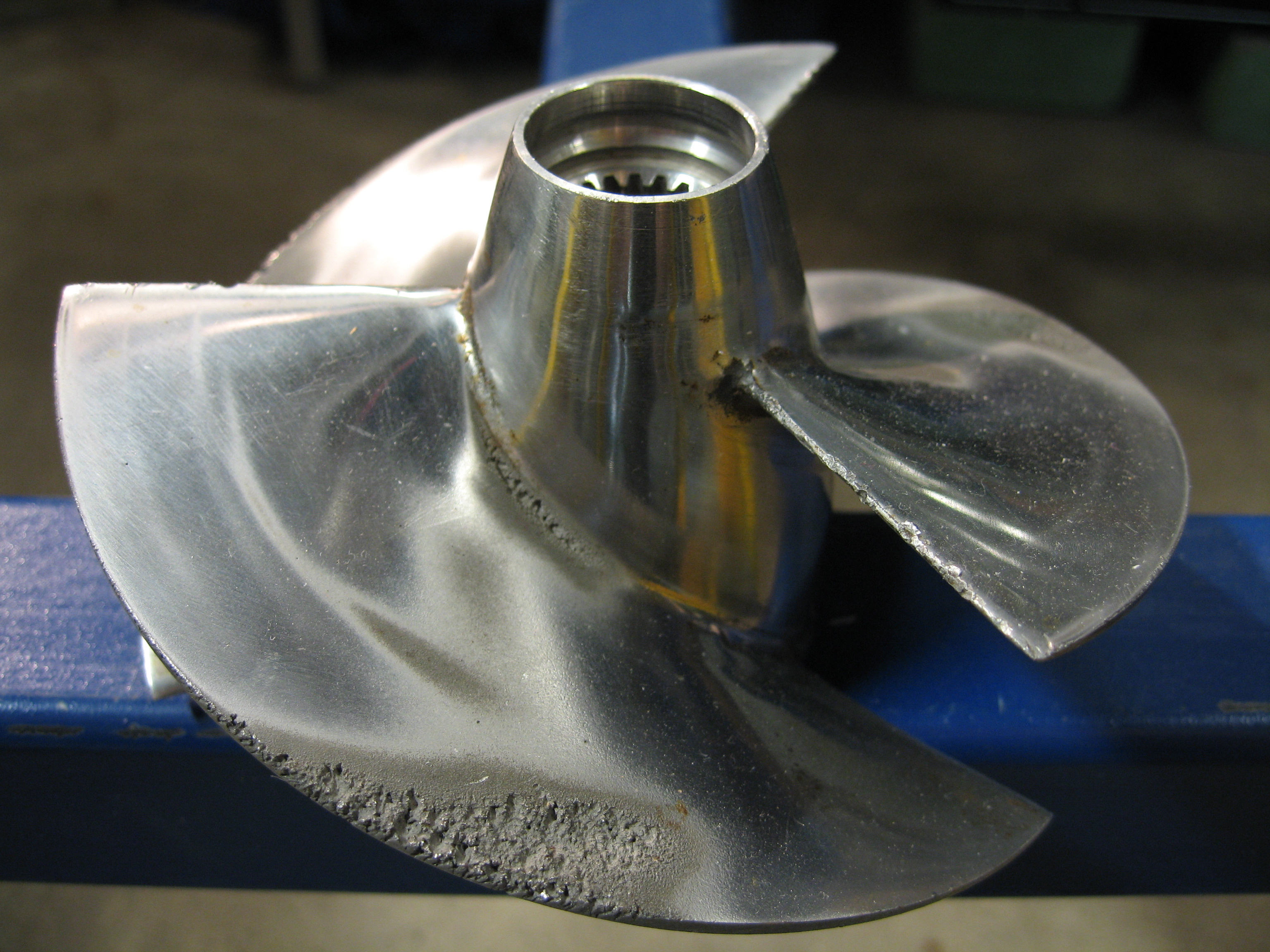
Lodní šroub poškozený kavitací.

Kavitace (z latinského cavitas – dutina) je vznik dutin v kapalině při lokálním poklesu tlaku, následovaný jejich implozí. Pokles tlaku může být důsledkem lokálního zvýšení rychlosti (hydrodynamická kavitace), případně průchodu intenzivní akustické vlny v periodách zředění (akustická kavitace). Kavitace je zpočátku vyplněna vakuem, později se vyplní párou okolní kapaliny nebo do ní mohou difundovat plyny z okolní kapaliny. Při vymizení podtlaku, který kavitaci vytvořil, její bublina kolabuje za vzniku rázové vlny s destruktivním účinkem na okolní materiál. Vznik a zánik kavitačních bublin popisuje Rayleigho-Plessetova rovnice. Jev může být doprovázen světelným efektem (sonoluminiscence). Kavitace vzniká například na lopatkách lodních šroubů, turbín, na čerpadlech a dalších zařízeních, která se velkou rychlostí pohybují v kapalině. Dokáže ji způsobit strašek paví při rozbíjení ulit mořských plžů.
Kavitace způsobuje hluk, snižuje účinnost strojů a může způsobit i jejich mechanické poškození.
Na vznik kavitace má vliv především velikost podtlaku, soudržnost (povrchové napětí) kapaliny a teplota: čím je nižší, tím menší je kavitace.

## Aplikace kavitace
Jev kavitace se využívá v medicíně, a to například ve stomatologii na odstraňování zubního kamene. Kavitace se objevují jako vedlejší efekt i při rozrušování ledvinových kamenů pomocí rázových vln – litotripsi. (Fokusované rázové vlny šířící se v kapalině bývají doprovázeny vznikem kavitací.)
Běžně se efektů kavitace využívá k čištění špatně dostupných míst na malých předmětech (např. u šperků). Předmět je umístěn do vodní lázně a zdroj ultrazvuku v lázni vyvolává akustickou kavitaci, která narušuje nečistoty na povrchu.
Pojem kavitace se využívá pro populární popis ultrazvukové liposukce sloužící k odbourávání podkožního tuku.
V roce 2020 přišli vědci z dvou brněnských univerzit – VUT a Masarykovy univerzity – spolu s experty z Botanického ústavu Akademie věd se speciální technologií dočištění vody s názvem CaviPlasma. Patentovaná technologie kombinuje hydrodynamickou kavitaci s nízkoteplotní plazmou, právě v jejich propojení spočívá světová unikátnost. Zařízení dokáže vyčistit vodu od zbytkových chemických látek, jako jsou zbytky léčiv a hormony, a patogenních organismů, které klasické čistírny odpadních vod zpracovat neumí. Tato metoda získala ocenění Technologické agentury ČR za rok 2024.